# تعسف الأبناء مع الآباء

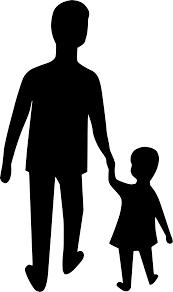

تعسف الأبناء مع الآباء أو معاملتهم بشكل سيئ هو أمر شائع ولكن يقل الإعلان عنه ولم يتم بحثه بدرجة كافية. فكثيرًا ما يتعرض الوالدان لمستويات من العدوان الطفولي، والذي عادةً ما يأخذ شكل الإساءة اللفظية أو البدنية، ويتجاوز النوبات العدوانية الطفولية الطبيعية. ويشعر الآباء بنوع من الخزي والإذلال بسبب هذه المشكلة، لذلك فنادرًا ما يطلبون المساعدة التي عادةً ما يقل تواجدها أو لا تتوفر على أي حال.

## مقدمة
تعتبر إساءة المراهقين للآباء وحتى الأجداد مشكلة في الولايات المتحدة وكذلك في الدول الأخرى حول العالم، ولكنها أمر لا يُناقش أو يُذكر كثيرًا نظرًا لأن معظم الحالات التي تحدث داخل العائلات بشكل عام تبقى محجوبة عن الرأي العام حتى يتم إنفاذ القانون. ويمكن مناقشة العنف ضد الأطفال والعنف المنزلي، ولكن تعرض الآباء للإساءة من جانب أبنائهم لا يزال يعتبره العديد من الناس أمرًا محظورًا، وفقًا لبعض الباحثين. وقد يرجع السبب في ذلك إلى شعور الآباء بالخزي و / أو الاعتقاد بقدرتهم على معالجة الموقف بأنفسهم دون الحاجة إلى مساعدة خارجية. وبالإضافة إلى ذلك، قد يشعر بعض الآباء بأنه من غير الآمن بالنسبة لهم محاولة السيطرة على الوضع لأن ذلك قد يغضب أطفالهم بشكل أكبر. ولكن جميع أشكال الإساءة تضر بالضحية وبالمسيء أيضًا وقد تؤدي إلى تبعات أكثر خطورة إذا تم تجاهلها. إن تحديد المشكلة أو الاعتراف بوجودها هي الخطوة الأولى لإيجاد حل لإساءة المراهقين لآبائهم، وطلب المساعدة من خلال الإرشاد هي الخطوة التالية لمحاولة تقويم سلوك المراهقين المستعصي.

## تحديد أعمار المسيئين
المراهق هو شاب صغير يتراوح عمره بين 12 و24 عامًا. وهذه الفئة العمرية هي مرحلة النمو بين الطفولة والبلوغ. وهذا لا يعني أن العمر الذي يتراوح بين 12 و24 عامًا هو العمر الوحيد للمسيئين؛ فقد يكونون أقل من 10 سنوات، ففي الواقع، تقل أعمار 11% من المسيئين عن 10 سنوات.

## أنواع الإساءة
وفقًا لكوتريل وبوبيك،، قد تظهر الإساءة في شكل واحد أو في مزيج من خمسة أشكال: إساءة بدنية، ولفظية، ونفسية، وعاطفية، ومالية. وقد ذكر بوبيك أربع إساءات فقط من الإساءات الخمسة المذكورة؛. ولم تُدرج الإساءة اللفظية في مقالته التي نشرها عام 2004، بعنوان عنف المراهقين تجاه الآباء.

## الأسباب المتعددة للسلوك المسيء
وفقًا لبيربيلفيري، يعتبر العديد من الأشخاص أن إساءة الأطفال لآبائهم هو نتيجة لسوء التربية، أو الإهمال، أو معاناة الأطفال من تعرضهم للإساءة، ولكن العديد من المسيئين المراهقين قد تربوا تربية طبيعية ولم يعانوا من مثل هذه المواقف. قد يكون الأطفال عرضة للعنف على شاشة التلفزيون وفي الأفلام والموسيقى، وربما يعتبر هذا العنف أمرًا «طبيعيًا». وانهيار الوحدة العائلية، والعلاقات السيئة أو غير الموجودة مع الوالد الغائب، بالإضافة إلى الديون، والبطالة، وقيام الآباء بشرب الكحول / تعاطي المخدرات قد تكون جميعها عوامل مساهمة في إساءة المعاملة. بعض الأسباب الأخرى للإساءة للآباء وفقًا لعددٍ من الخبراء هي:
- المناقشات الخارجة عن السيطرة؛
- الميول السلوكية العدوانية؛
- الإحباط أو عدم القدرة على التعامل مع المشكلات؛
- عدم تعلم كيفية التعامل مع (أو التحكم في) مشاعر الغضب؛
- قد تؤدي مشاهدة أنواع أخرى من الإساءة في المنزل إلى سلوكيات مماثلة؛
- عدم احترام الآباء - ضعف الإحساس؛
- عدم وجود عقاب على السلوك السيئ؛
- الخوف;
- المخدرات والكحوليات؛
- ثقافة العصابات؛
- عدم وجود قدوة مناسبة؛
- عدم القدرة على التعامل بشكل صحيح مع أحد الوالدين (أو كليهما) من ذوي الاحتياجات الخاصة أو المريض عقليًا؛
- الانتقام أو العقاب على شيء فعله الوالدان أو لم يفعلاه؛
- المرض العقلي.

## معلومات تاريخية
الإساءة للوالدين هو حديث جديد نسبيًا. ففي عام 1979، نشر هاربين ومادين دراسة باستخدام مصطلح «الاعتداء على الوالدين» ولكن مصطلح جنوح الأحداث، الذي يعد عاملاً أساسيًا، تمت دراسته في أواخر القرن التاسع عشر. وعلى الرغم من إجراء بعض الدراسات في الولايات المتحدة، وأستراليا، وكندا، ودول أخرى، فإن عدم الإبلاغ عن حالات إساءة المراهقين للآباء يجعل من الصعب تحديد مداها بدقة. يجب أن تعتمد العديد من الدراسات على الإبلاغ الذاتي من جانب المراهقين. في عام 2004، نشر روبنسون من جامعة بريغهام يونغ: الإساءة للوالدين في ازدياد: مراجعة تاريخية في المجلة الإلكترونية للجمعية الأمريكية للعلوم السلوكية الاجتماعية، معلنًا عن نتائج الدراسة التي أجراها إيفانز ووارن-سوهيلبيرج عام 1988. وقد أفادت النتائج أن 57% من حالات الإساءة للوالدين كانت حالات بدنية؛ و17% باستخدام السلاح؛ و5% بإلقاء الأشياء؛ و22% إساءة لفظية. وقد وقعت حالات إساءة ضد الأمهات بلغت 82% من حالات الإساءة (تزيد بمقدار خمسة أضعاف عن حالات الإساءة ضد الآباء) وكان عمر 11% من المسيئين أقل من 10 سنوات. وتحدث أعلى معدلات للإساءة داخل العائلات التي بها أم بدون زوج. عادةً ما تكون الأمهات هن مقدمات الرعاية الرئيسيات؛ حيث يقضين الكثير من الوقت مع أطفالهن عن الآباء ويرتبطن عاطفيًا بأطفالهن ارتباطًا وثيقًا. وقد يكون ذلك نتيجة لحجم الشخص المسيء وقوته ولأنه يُنظر إلى المرأة على أنها ضعيفة وعاجزة في كثير من الأحيان. ويمكن أن تحدث الإساءة للوالدين في أي عائلة وليست مرتبطة بالخلفية الإثنية، أو الطبقة الاجتماعية والاقتصادية أو التوجه الجنسي.
وخلصت دراسات عديدة إلى أن الجنس لا يلعب دورًا في العدد الإجمالي للفاعلين، ومع ذلك، فإنه من المرجح أن يرتكب الذكور الإساءة الجسدية وترتكب الإناث العنف النفسي. وتقدر الدراسات الصادرة من الولايات المتحدة أن العنف بين المراهقين يبلغ ذروته عندما تتراوح أعمارهم بين 15 - 17 عامًا. بينما تشير إحدى الدراسات الكندية التي أجرتها بربرا كوتريل عام 2001 أن أعمارهم تتراوح ما بين 12 - 14 عامًا.
لا تحدث الإساءة للوالدين داخل المنزل فقط ولكنها يمكن أن تحدث في الأماكن العامة، مما يزيد من شعور الوالدين بالإذلال. فالإساءة ليست شأنًا داخليًا فقط ولكن قد تكون شأنًا جنائيًا أيضًا. ويمر المراهقون بمرحلة انتقالية طبيعية وفيها يحاولون الانتقال من التبعية إلى الاستقلال، ولكن هناك بعض ديناميات الرقابة الأبوية غير الصحية التي تلعب أيضًا دورًا مباشرًا في فشل تربية الأطفال بشكل صحيح في هذا الشأن. فهناك دائمًا حالات مقاومة تجاه السلطة الأبوية. ووفقًا لمركز تبادل المعلومات الوطني الكندي عن العنف الأسري، فعادةً ما تبدأ الإساءة بالإساءة اللفظية، وحتى برغم ذلك، قد تقوم بعض السيدات باعتداءات جسدية بالغة على الأطفال الأصغر سنًا والأكثر ضعفًا منهن، ولإخفاء هذا الاعتداء، كثيرًا ما يكذبن على أزواجهن بشأن الأحداث الفعلية التي أدت إلى هذا العقاب الشديد. وقد لا يبدي الطفل أو المراهق أو أحد الوالدين الندم أو يشعر بالذنب بل إنه يشعر أن هذا السلوك له ما يبرره، ولكن في كثير من الأحيان عندما يكون الطفل هو من يتعرض للاعتداء، فإنهم يشعرون بالكثير من الندم لإجبارهم على الدفاع عن أنفسهم، خاصة عندما لا يكونون هم المعتدين. ويجب على الآباء دراسة سلوك أبنائهم وتحديد ما إذا كان هذا السلوك مقبولاً أم أنه يتخطى حدود الإساءة، وتمامًا مثلما يتحمل الوالدان المسؤولية باعتبارهم كبارًا ومن المفترض أن لديهم معرفة أفضل فينبغي عليهم تحمل المسؤولية عن إساءاتهم تجاه الأطفال الضعفاء. يمكن أن يصبح بعض المراهقين عدوانيين نتيجة للإساءات الأبوية والاختلال الوظيفي أو المشكلات النفسية. وقد يواجه بعض الأطفال صعوبة في التعامل مع عواطفهم، وهو جزء من نموهم، ولكن هناك حدود لا ينبغي تخطيها وقد يحدد الوالدان هذه الحدود. وللأسف، لا تتوفر الحماية للأطفال الذين يتعرضون للعنف من الآباء المسيئين. وغالبًا ما تساعد هذه الممارسة في عدم تشجيع السلوك المسيء وتبين أنه لن يتم التسامح معه.

## نموذج تبادل الإساءة بين الوالدين والمراهقين
وفقًا لسبتزبيرج، كثيرًا ما يحدث التآثر النموذجي الذي يؤدي إلى الإساءة الأبوية في التسلسل التالي:
1. يطلب المراهق طلبًا؛
2. يطلب الوالد توضيح المعلومات؛
3. يجيب المراهق بأدب ويقدم المعلومات المطلوبة؛
4. يقر الوالد بوجهة نظر المراهق ولكنه يتخذ قرارًا بأن يقول «لا» استنادًا إلى المعلومات المقدمة، وقد يستمر في المحادثة مع احتمالية الموافقة على الطلب في «المرة القادمة»؛
5. يحاول المراهق تغيير رأي والده بأن يطلب منه تفسير قراره، أحيانًا باستخدام المعلومات لمواصلة تحدي الوالد حتى يتأكد من أن الإجابة لن تتغير؛
6. إذا تمسك الوالد أو الوالدة بقرارهما بشدة، قد يبدأ المراهق في استخدام التعليقات المسيئة والتهديدات، ومضايقة الوالد عن طريق ملاحقته، وأخيرًا الرد باستخدام التهديدات اللفظية والقوة البدنية والعنف النفسي وأحيانًا بتدمير الممتلكات أو إحداث أضرار مالية.

إن هذه الأنواع من السلوكيات العدوانية تعد هامة للغاية للتعرف على العلاج المناسب للإساءة التي يقوم بها المراهقون والآباء. ولكن تصاعد العنف يعتبر عملية تبادلية. فعندما يبالغ الوالدان أو غيرهما في رد الفعل ويتدخلون عاطفيًا، فقد يتسببون في تصعيد عدوان المراهق لأعلى مستوى، عن طريق تقديم الآباء نماذج من العنف وعدم المعقولية. وكلما زاد الاتجاه نحو الإساءة والسلوكيات السلبية التي يقوم بها الوالد، زاد رد فعل الطفل، وأحيانًا بطريقة سلبية. إن تحقيق التوازن بين هاتين الديناميتين هو المفتاح للديناميات الأسرية الصحية لتقليل الإساءة المحتملة داخل العائلات، سواء كانت الإساءة من جانب الوالد أو الطفل.

## الإرشاد
ربما يكون الإرشاد هو الحل الأفضل للتصدي لإساءة المراهقين لآبائهم وهو طريق تحويل السلوك العدواني للمراهقين والفتيان والشباب خلال المراحل الأولى والمساعدة في منع أي شكل من أشكال الإساءة للآباء. ويجب عدم الخلط بين الإرشاد والعنف ضد الأطفال أو إهمال الأطفال.